# Canción animal
Canción animal (читається як Кансьйо́н Аніма́л) — п'ятий студійний альбом гурту Soda Stereo, що вийшов у грудні 1990 року. 
Альбом «Canción Animal» вважається одним з найкращих альбомів латинського року і найкращим серед робіт гурту. 
З презентацією альбому гурт вперше поїхав до Іспанії — в травні 1992 відбулися концерти в Мадриді, Ов'єдо, Севільї, Валенсії та Барселоні. «Тваринний тур» (La Gira Animal, 1990—1991) на підтримку альбому був безпрецедентним по масштабам. Концерти відбулися у 30 містах Аргентини, а також у Чилі, Парагваї, Уругваї, Венесуелі, Мексиці. 21 грудня 1991 року в Буенос-Айресі пройшов завершальний безкоштовний концерт туру, де Soda Stereo зібрала двісті п'ятдесят тисяч глядачів (у деяких джерелах — п'ятсот тисяч). Це найбільша кількість людей, яка коли-небудь збиралася в Аргентині на музичних заходах.
Пісня «De música ligera» з цього альбому увійшла під номером 4 до списку найкращих пісень аргентинського року за версією сайту Rock.ar.
Альбом зайняв 9 позицію у списку 100 найкращих альбомів в історії аргентинського року за версією журналу «Rolling Stone».
1990 року було відзнято кліп на пісню «De música ligera» з цього альбому, а 1991 — на «Cae el sol».

## Список пісень
| #   | Назва                   | Тривалість |
| --- | ----------------------- | ---------- |
| 1.  | «(En) El séptimo día»   | 4:25       |
| 2.  | «Un millón de años luz» | 5:06       |
| 3.  | «Canción animal»        | 4:08       |
| 4.  | «1990»                  | 3:39       |
| 5.  | «Sueles dejarme solo»   | 3:49       |
| 6.  | «De música ligera»      | 3:32       |
| 7.  | «Hombre al agua»        | 5:56       |
| 8.  | «Entre caníbales»       | 4:06       |
| 9.  | «Té para tres»          | 2:26       |
| 10. | «Cae el sol»            | 4:24       |

## Музиканти, що брали учать у записі альбому

### Soda Stereo
- Густаво Сераті — вокал і гітара
- Сета Босіо — бас-гітара і бек-вокал
- Чарлі Альберті — ударні

### Запрошені музиканти
- Твіті Гонсалес — клавішні
- Андреа Альварес — перкусія і бек-вокал («1990», «Hombre al agua», «Cae el sol»)
- Даніель Мелеро — клавішні («Cae el sol», «Hombre al agua»)
- Педро Аснар — бек-вокал («Sueles Dejarme Solo», «1990»)